# Дубинин, Матвей Петрович
Матвей Петрович Дубинин (1876 — ????) — рабочий завода «Красный выборжец», Герой Труда.

## Биография
Родился в 1876 году в Московской губернии в крестьянской семье.
Окончив два класса сельской школы, поехал в 1886 году в Петербург, где начал трудиться рабочим. Был участником Первой мировой войны, находился в армии с 1914 по 1917 годы. После демобилизации работал на заводе «Красный выборжец». Также принимал участие в Гражданской войне в России, будучи направленным в составе продовольственного отряда в Самарскую губернию. Был членом РКП(б) с 1918 года.
После окончания Гражданской войны вернулся на родной завод, где в 1923 году в числе 43 рабочих и служащих «Красного выборжца» был удостоен звания Героя Труда. М. П. Дубинин избирался председателем заводского комитета, был членом Петроградского Совета рабочих и красноармейских депутатов.
Дата смерти Дубинина неизвестна.

## Награды
- Герой Труда (1923).